# 天河镇 (吉安县)
天河镇，是中华人民共和国江西省吉安市吉安县下辖的一个乡镇级行政单位。

## 行政区划
天河镇下辖以下地区：
天河社区、铁林府社区、东区社区、西区社区、分路牌社区、白泥村、横林村、窑棚村、天河村、田家村、东坑村、流芳村、常林村和毛田村。